# ホーカー・シドレー HS.125

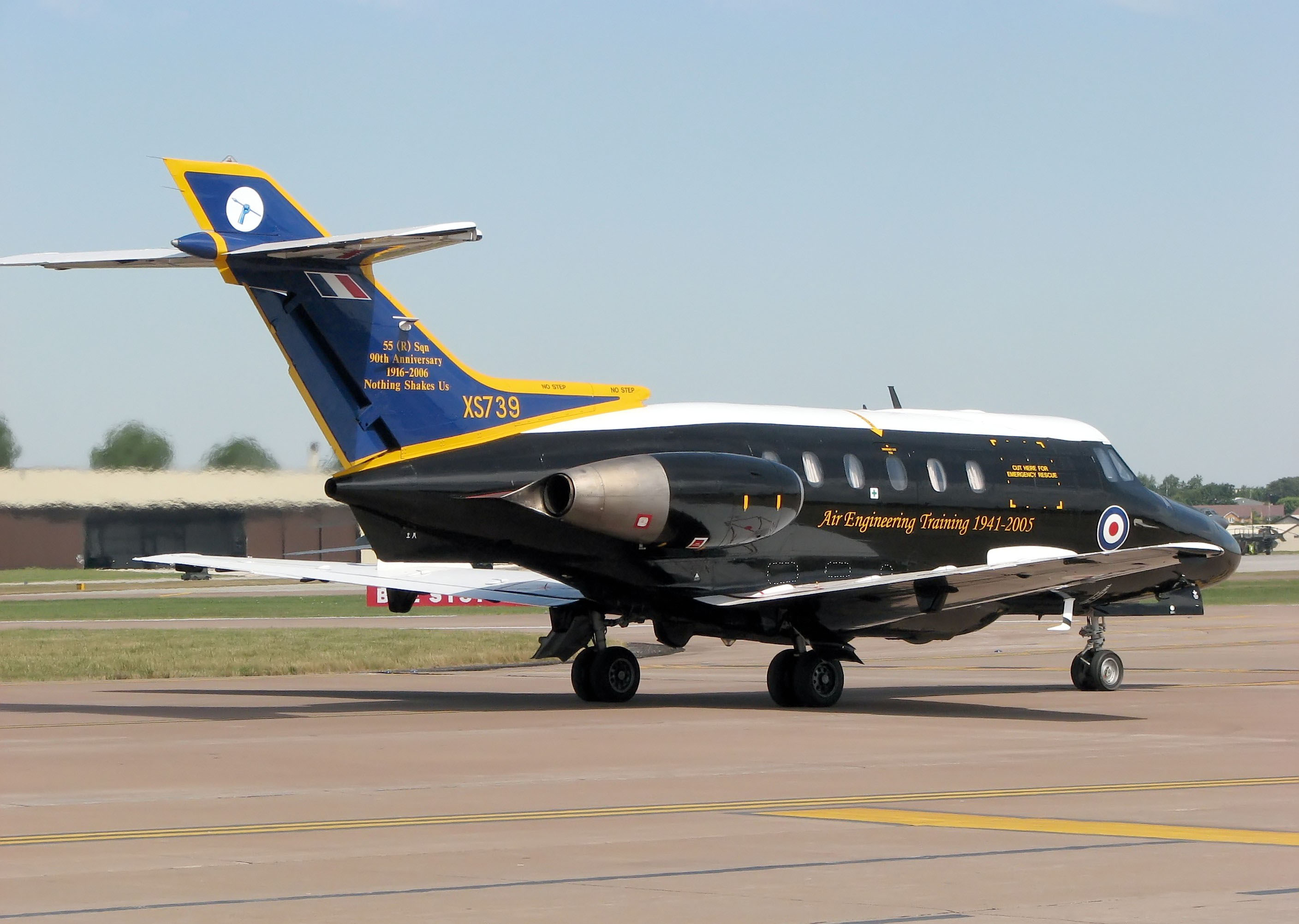
ホーカー・シドレー ドミネ

ホーカー・シドレー HS.125 (Hawker Siddeley HS.125) はイギリスの航空機メーカー、デ・ハビランド社が開発したジェット旅客機。

## 概要
1960年代にデ・ハビランドが「DH.125 ジェットドラゴン（DH.125 Jet Dragon）」 の名称で開発を開始。試作機はバイパー Mk.20 ターボジェットエンジンを搭載して1962年8月13日に初飛行した。その後胴体を1.19m、主翼幅を0.91m延長しエンジンを強化したDH.125 シリーズ 1が最初の量産型となった。その後デ・ハビランドがホーカー・シドレー社に買収され、ホーカー・シドレー社はホーカー・シドレー トライデントと同様にDH.125を「HS.125」に名称を変えて製造と販売を受け継いだ。イギリス空軍はHS.125を「ドミネ（Dominie）」と名付けて訓練機および輸送機として採用した。
しかし、ホーカー・シドレー社がブリティッシュ・エアロスペース社に統合されると、「BAe 125」へと名称を変えられた。BAe 125は機体の改修やエンジンの換装など大規模な改良が施され、「ホーカー 800/900シリーズ」に発展し、ビジネスジェットとして高い評価を受けて現在も生産を続けている。

## 派生型

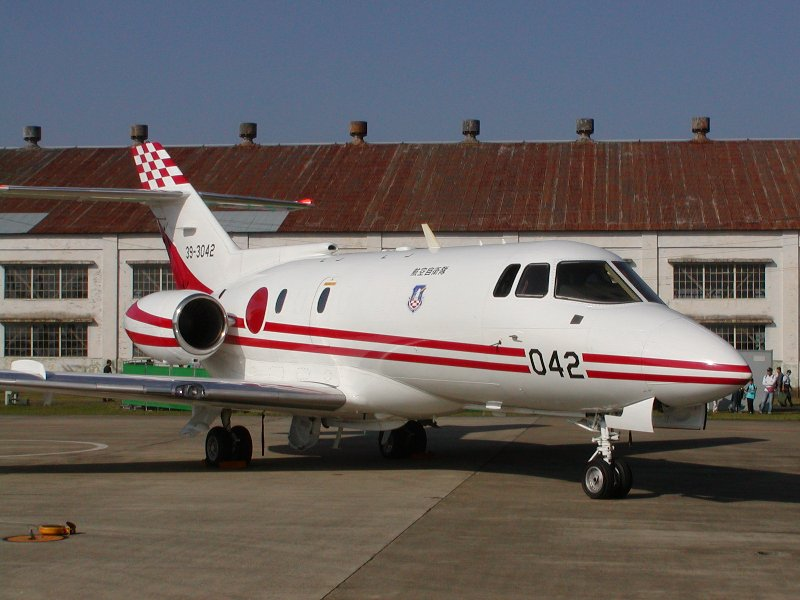
BAe125-800がベース機のU-125型機

- DH.125 シリーズ 1 - 初期生産型。8機のみ生産。
- DH.125 シリーズ 1A/1B - バイパー Mk.521 エンジン（シリーズ 1A）とMk.522 エンジン（シリーズ 1B）にアップグレード。1Aは主に北米市場を、1Bは世界市場を対象とした。77機生産。
- HS.125 シリーズ 2
  - ドミネ T.1/T.2 - イギリス空軍向け航法訓練機。
- HS.125 シリーズ 3 - 最大離陸重量を増加。北米市場向けの3A、3B合わせて65機生産。内36機は後部胴体に燃料タンクを追加した長距離型3A-R/3B-Rであった。
- HS.125 シリーズ 400 - エンジンをバイパー Mk.301に換装。115機生産。
  - HS.125 CC.1 - イギリス空軍向け連絡機。
- HS.125 シリーズ 600 - 胴体を延長し、エンジンをバイパー Mk.601に換装。
  - HS.125 CC.2 - イギリス空軍向け連絡機。
- HS.125 シリーズ 700 - ギャレット製TFE-731 ターボファンエンジンを搭載。
  - HS.125 CC.3 - イギリス空軍向け連絡機。
- HS.125 プロテクター - シリーズ 700を基にした海上哨戒機
- BAe 125 シリーズ 800 - 多くのシステムと空力の改善が行われ、新しい主翼を装備。
- ホーカー 800 - 1993年以降のBAe 125 シリーズ 800
- ホーカー 850
- ホーカー 750
- C-29A - シリーズ 800のアメリカ空軍向け。
- U-125/125A - シリーズ 800の日本・航空自衛隊向け。
- BAe 125 シリーズ 1000 - 元々シリーズ 900として計画されていたもので、航続距離の延長と収容乗客数の増加を行った。52機生産。
- ホーカー 1000 - 1994年以降のBAe 125 シリーズ 1000

## 諸元（ドミネ T.1）
- 全長：14.45m
- 全幅：14.33m
- 全高：5.03m
- 翼面積：32.79 m2
- 空虚重量：4,581kg
- 最大離陸重量：9,616kg
- エンジン：ブリストル・シドレー バイパー Mk.301 ターボジェットエンジン（推力13.88kN）2基
- 最大速度：805km/h=M0.66（高度25,000ft）
- 巡航速度：760km/h=M0.62（高度25,000ft）
- 初期上昇率：1,220m/min
- 実用上昇限度：12,190m
- 航続距離：2,153km